# Whitney Motor Wagon Company

Whitney-Dampfwagen von 1896 beim London to Brighton Veteran Car Run

Whitney Motor Wagon Company war ein US-amerikanischer Hersteller von Automobilen.

## Unternehmensgeschichte
George Eli Whitney experimentierte ab 1883 mit Dampfwagen. Im Oktober 1896 war das erste Fahrzeug fertig. 1897 gründete er das Unternehmen in Boston in Massachusetts zur Produktion von Automobilen. Der Markenname lautete Whitney. Bis Sommer 1898 waren sieben Fahrzeuge fertig. 1900 endete die Produktion.
Die Stanley Manufacturing Company war Lizenznehmer. Andere Hersteller, die Patente von Whitney missachteten, wurden verklagt. Dazu gehörten Grout Automobile Company, Milwaukee Automobile Company, Prescott Automobile Manufacturing Company und Stanley Motor Carriage Company.
Whitney war danach für Locomobile tätig, die ebenfalls Dampfwagen herstellten.
Weitere US-amerikanische Hersteller von Personenkraftwagen dieser Marke waren Whitney Machine Company und Whitney Automobile Company.

## Fahrzeuge
Im Angebot standen ausschließlich Dampfwagen. Die Dampfmotoren leisteten in vielen Fällen zwischen 4 und 6 PS. Einige hatte zwei Zylinder.
Ein erhalten gebliebenes Fahrzeug mit dem britischen Kennzeichen PM 8970, das auf 1896 datiert ist, wird gelegentlich beim London to Brighton Veteran Car Run eingesetzt. Das Fahrzeug wurde am 13. September 2003 für 42.200 Pfund Sterling versteigert.